# Iglesia de Santa Margarita (Benavent de la Conca)
Santa Margarida de Benavent es la iglesia parroquial del pueblo de Benavent de la Cuenca, cabeza del antiguo municipio homónimo e integrado en el de Isona y Conca Dellá en 1970.
La iglesia está documentada a lo largo de los siglos, desde el año 1068 (testamento de Arsenda, esposa de Arnau Mir de Tost), hasta las visitas pastorales del siglo XVIII. Tuvo siempre categoría parroquial, y dependía la Iglesia de la Virgen del Buen Reposo.
Es un templo originalmente románico, del que actualmente queda poca cosa. A partir de mediados del siglo XVIII comienza a recibir varias afectaciones que la transformaron completamente. Se conservan algunos elementos, del edificio primitivo, como la mayor parte del muro norte, pero la nave, los ábsides, la sacristía, etcétera, fueron rehechos por completo. Actualmente es de una sola nave rectangular, y la mayoría de las paredes son de la obra del XVIII.
En el Museo Nacional de Arte de Cataluña se conservan dos interesantes elementos románicos de la ornamentación interior de la iglesia: una tabla de baldaquino, y un frontal de otra. La tabla de baldaquino presenta un Cristo en Majestad, mientras que el frontal de altar presenta también el Cristo en Majestad, pero acompañado de los símbolos de los cuatro evangelistas y los doce apóstoles. Ambas son del siglo XIII.

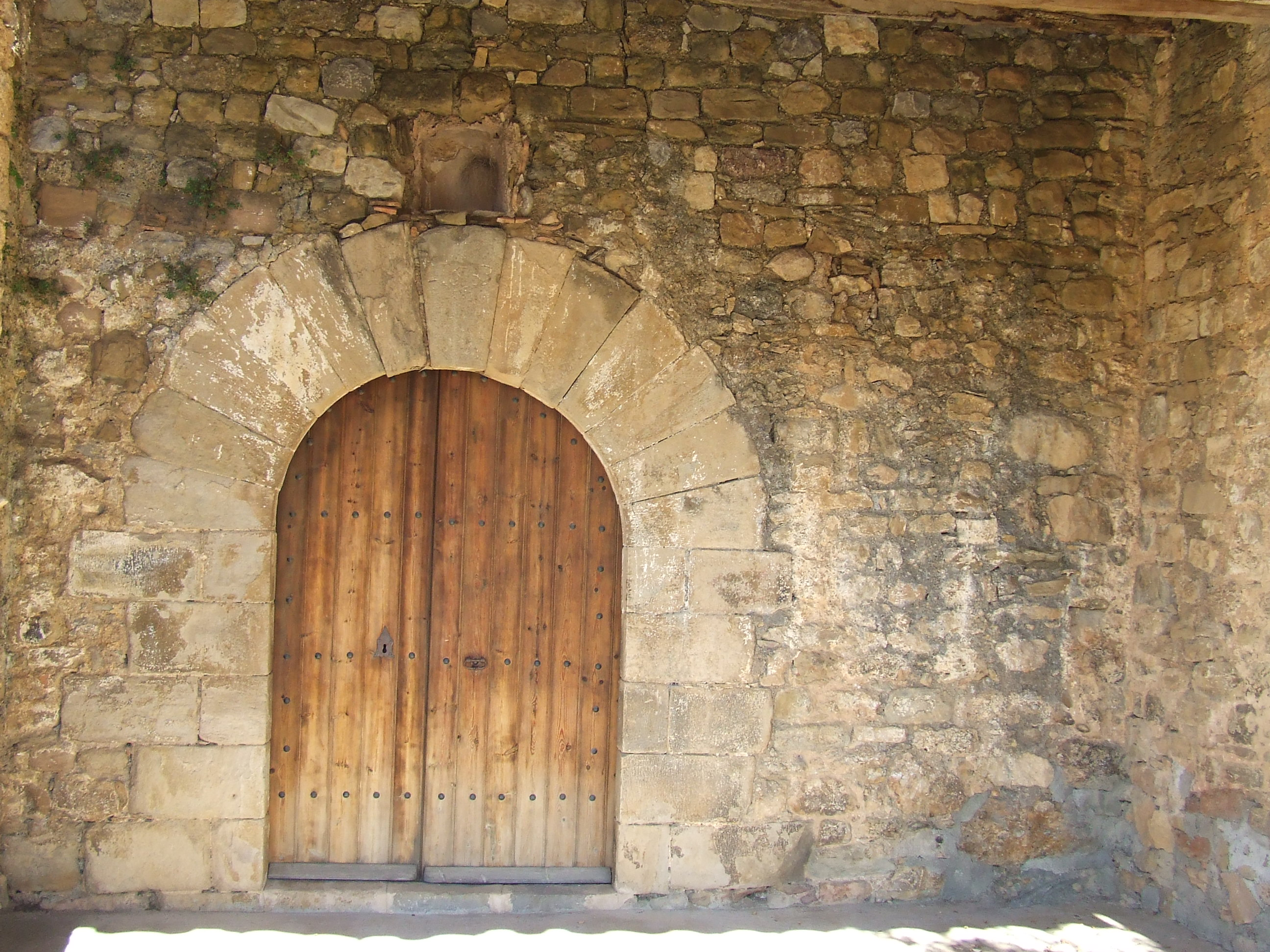
El portal, bajo el porche de la fachada meridional.

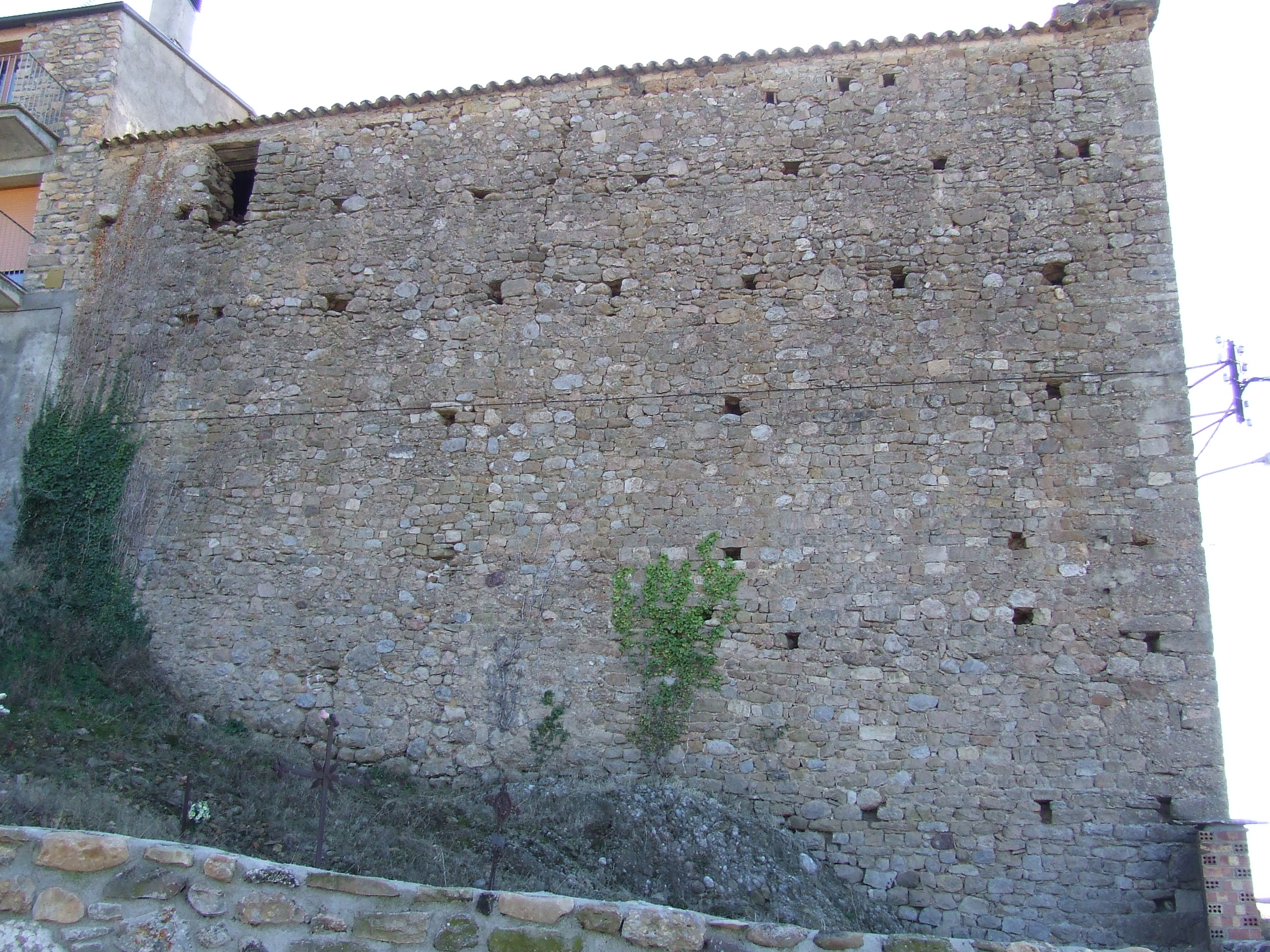
El muro norte, integrado en la muralla del pueblo.